# Pio Panfili
Pio Panfili (Porto San Giorgio, 5 maggio 1723 – Bologna, 17 giugno 1812) è stato un pittore, incisore e decoratore italiano.

## Biografia

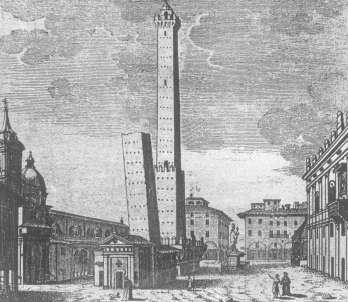
Torri di Bologna

L'artista marchigiano nacque da Giorgio Antonio e Anna Maria Vagnozzi. Su consiglio dell'abate Giovan Battista Tombolini, interrotti presto gli studi di Grammatica, passò alla bottega del pittore fermano Natale Ricci, rimanendovi fino ai 20 anni. A questo primo periodo corrisponde la commissione della decorazione del coro della chiesa dei Cappuccini di Civitanova Alta, di cui rimane solo una memoria scritta del bibliotecario fermano Filippo Raffaelli.
Nel 1745 entrò alle dipendenze del fanese Domenico Bianconi, che lo condusse a lavorare con sé presso il teatro di San Severino Marche. Studia quindi architettura all'Accademia Clementina di Bologna, conseguendo anche alcuni premi di rilievo nei concorsi annuali; sarà poi aggregato fra i docenti accademici della medesima classe di architettura.
Nel 1760 al Panfili venne commissionata la decorazione ad affresco della Sala dell'Aquila nel Palazzo dei Priori di Fermo. La decorazione, illusionistica, venne conclusa due anni dopo.
Nel 1767, nuovamente a Bologna, iniziò l'attività di incisore per l'editore Petronio Della Volpe. Nel 1769 lo stesso editore affidò al Panfili le incisioni per Regole delli Cinque Ordini d'Architettura del Vignola. Negli anni 1770-96 incise una serie di vedute per il «Diario Bolognese Ecclesiastico e Civile», pubblicazione annuale iniziata da Lelio Dalla Volpe e continuata dal figlio Petronio. Al 1771 risalgono le vignette, i capilettera, le finali i ritratti dei pittori e le vedute del monastero per Il Claustro di San Michele in Bosco. Quattro capilettera hanno per soggetto la Piazza Grande (ora Piazza del Popolo) di Fermo.
Nel 1774 portò a termine la decorazione dello scalone del convento dei Francescani di Montegiorgio. Nel 1782 sono le iniziali, finali, i capilettera per il Della Architettura, Della Pittura e Della Statua, di Leon Battista Alberti. Al 1786 risalgono le incisioni per il Trattato della Pittura di Leonardo.
Nel 1787 venne commissionata all'artista la decorazione illusionistica del soffitto del Duomo di Fermo, risolta con una serie di finte cupole dipinte.
Da un'idea di Sebastiano Cavina, l'artista realizzò una prima «Raccolta di Cartelle pubblicate per uso della Gioventù Studiosa» con un'antologia di frammenti d'ornato (edita postuma nel 1831). Nel 1800 con la ripresa dell'edizione del «Diario Bolognese Ecclesiastico e Civile» l'artista pubblicò una nuova veduta raffigurante Piazza Maggiore di Bologna. Infine, agli anni 1804-06, risalgono tre vedute inserite nell'almanacco «Serie dei sovrani e delle Repubbliche di Europa», edito da Ulisse Ramponi.